# Femke Boelen
Femke Boelen (Ámsterdam, 5 de mayo de 1968) es una deportista neerlandesa que compitió en remo. Es hija del remero Herman Boelen.
Ganó dos medallas en el Campeonato Mundial de Remo, en los años 1994 y 1995. Participó en los Juegos Olímpicos de Atlanta 1996, ocupando el sexto lugar en la prueba de ocho con timonel.

## Palmarés internacional
| Campeonato Mundial | Campeonato Mundial            | Campeonato Mundial | Campeonato Mundial |
| Año                | Lugar                         | Medalla            | Prueba             |
| ------------------ | ----------------------------- | ------------------ | ------------------ |
| 1994               | Indianápolis (Estados Unidos) | Medalla de oro     | Cuatro sin timonel |
| 1995               | Tampere (Finlandia)           | Medalla de bronce  | Ocho con timonel   |